# Тодора Георгиева
Тодора (Тодорка, Теодора) Георгиева е българска просветна деятелка от Българското възраждане в Македония.

## Биография
Родена е около 1879 година в Битоля, Османската империя, днес Северна Македония. В 1897 година завършва Солунската българска девическа гимназия. През учебната 1897/1898 година преподава в трикласното и основното българско училище в Дойран, в 1898/1899 – в трикласното девическо училище в Сяр, в 1899/1900 – в четирикласното девическо в Битоля, в 1900/1901 година – в двукласното и основното училище в Мелник и в 1901/1903 – в основното училище в Сяр. От 1903 до 1918 година е учителка в основното и класното училище „Йосиф I“ в османската столица Цариград. В 1905/1906 година преподава ръкоделие в основното училище във Фенер.